# Шкрета, Карел
Карел Шкрета (чеш. Karel Škréta, полное имя Karel Škréta Šotnovský ze Závořic — Карел Шкрета Шотновски зе (из) Заворжиц, 1610, Прага — 30 июля, 1674, Прага) — один из крупнейших чешских живописцев эпохи барокко. Рассматривается как основатель чешской живописи барокко.

## Биография и творчество
Карел Шкрета родился в Праге в дворянской семье Шотновски зе Заворжич, исповедовавшей лютеранство. Семья первоначально владела мельницами в Южной Богемии, однако затем поселилась в Праге. Отец художника умер, когда последнему было три года. Воспитанием ребёнка занимался дядя, Павел Шкрета, давший ему хорошее европейское образование. Предположительно, он учился живописи у мастеров при дворе.
После поражения чешских протестантов в Битве на Белой Горе в 1628 году начались гонения на протестантов, и Шкрета с матерью вынуждены были бежать в саксонский Фрайберг. Впоследствии они жили в Венеции, Болонье, Флоренции и Риме. Карел Шкрета познакомился за это время с работами итальянских и голландских мастеров. Особенно сильное влияние оказали на него Тициан, Тинторетто и Веронезе. Ещё в Италии он получил известность как портретист.
В 1635 году он снова поселился во Фрайберге, а в 1638 году переехал в Прагу, для чего вынужден был принять католичество. Как католику, ему вернули всё ранее конфискованное имущество. В 1644 году он вступил в гильдию художников (с 1651 по 1661 год был её старшиной), а в 1645 году открыл ателье в центре Праги. Шкрета постепенно превратился в одну из ведущих фигур художественной жизни Праги.
В Праге Карл Шкрета создал большое количество монументальных полотен на мифологические и религиозные темы. В первую очередь сюда относятся цикл, выполненный для Церкви святого Вацлава на Здеразе и «Вознесение» в церкви святого Томаша. В 1649 году он выполнил алтарь для Храма Девы Марии пред Тыном, а в 1651—1674 годах — алтари Храма Девы Марии под цепью. Известны также портреты, выполненные художником, в том числе групповые.
Карел Шкрета похоронен в церкви святого Гавла в пражском Старом городе.